# Армстронг (округ, Техас)
О́круг А́рмстронг (англ. Armstrong County) расположен в США в штате Техасе, и был образован в 1876 году из округа Бехар. Он входит в состав агломерации Амарилло (Amarillo), куда входят ещё три округа: Карсон, Поттер, Рэндолл. По состоянию на 2000 год, население Армстронга составляет 2 148 человек. Окружным центром для него является город Клод. Округ Армстронг назван по фамилии одной из нескольких первых поселившихся здесь семей колонистов. Округ входит в число сорока шести техасских округов, которые ввели ограничения на алкогольную продукцию или полностью сухой закон.
Том Бласингейм, старейший ковбой в истории из американского Запада, жил в округе Армстронг и работал семьдесят три года в скотоводстве, в основном на ранчо JA. На пик своего развития в 1883 году ранчо JA охватывало около 1 335 000 акров земли (5 400 км²) земли в шести округах и стада крупного рогатого скота 100 000. Название "JA" происходит от инициалов Джона Адера, бизнесмена из Ирландии и основателя ранчо.

## География
По данным Бюро переписи населения США, округ имеет общую площадь 2 367 км², из которых 2 366 км² суша и оставшиеся 0,02% это водные ресурсы.

### Соседние округа
- Бриско (юг)
- Грей (северо-восток)
- Донли (восток)
- Карсон (север)
- Поттер (северо-запад)
- Рандолл (запад)
- Суишер (юго-запад)

## Демография
По данным переписи населения 2000 года в округе проживало 2148 жителей, в составе 802 хозяйств и 612 семей. Плотность населения была 1 человека на квадратный километр. Насчитывалось 920 жилых домов, при плотности покрытия 1 постройка на квадратную милю. По расовому составу население состояло из 95,44 % белых, 0,28 % чёрных или афроамериканцев, 0,65 % коренных американцев, 2,79 % прочих рас, и 0,84 % представители двух или более рас. 5,4 % населения являлись испано- или латиноамериканцами.
Из 802 хозяйств 33,9 % воспитывают детей возрастом до 18 лет, 67,2 % супружеских пар живущих вместе, 6,1 % женщин-одиночек, 23,6 % не имели семей. 21,4 % от общего количества живут самостоятельно, 12 % одинокие старики в возрасте от 65 лет и старше. В среднем на каждое хозяйство приходилось 2,58 человека, среднестатистический размер семьи составлял 2,99 человека.
Показатели по возрастным категориям в округе были следующие: 26 % жители до 18 лет, 6,1 % от 18 до 24 лет, 24,8 % от 25 до 44 лет, 23,8 % от 45 до 64 лет, и 19,2 % старше 65 лет. Средний возраст составлял 41 год. На каждых 100 женщин приходилось 93,2 мужчин. На каждых 100 женщин в возрасте 18 лет и старше приходилось 90,3 мужчины.
Средний доход на хозяйство в округе составлял 38 194 $, на семью — 43 894 $. Среднестатистический заработок мужчины был 30 114 $ против 21 786 $ для женщины. Доход на душу населения в округе был 17 151 $. Около 7,9 % семей и 10,6 % общего населения зарабатывало ниже прожиточного минимума. Среди них было 15,8 % тех кому ещё не исполнилось 18 лет, и 11,6 % тех кому было уже больше 65 лет.

## Населённые пункты

### Города, посёлки, деревни
- Клод

### Немуниципальные территории
- Гуднайт
- Уэйсайд

## Политическая ориентация
На президентских выборах 2008 года Джон Маккейн получил 86,46% голосов избирателей против 12,93% у демократа Барака Обамы.
В Техасской палате представителей округ Армстронг числится в составе 88-го района. С 1989 года интересы округа представляет республиканец Уоррен Чисам из Пампы.

## Образование
Школьный округ Клод обслуживает практически всю территорию Армстронга.
В прилегающих округах имеются три школьных округа занимающие небольшие участки Армстронга — это сводный школьный округ Кларендон, школьные округа Грум и Хэппи.

## Галерея
| |
| Панорама каньона Пало-Дуро, второго по величине каньона США. Расположен в округах Армстронг и Рэндолл. |